# Robinson (Pensilvania)
Robinson es un lugar designado por el censo ubicado en el condado de Indiana en el estado estadounidense de Pensilvania. En el Censo de 2010 tenía una población de 614 habitantes y una densidad poblacional de 231,74 personas por km².

## Geografía
Robinson se encuentra ubicado en las coordenadas 40°24′24″N 79°8′7″O / 40.40667, -79.13528. Según la Oficina del Censo de los Estados Unidos, Robinson tiene una superficie total de 2.65 km², de la cual 2.55 km² corresponden a tierra firme y (3.62%) 0.1 km² es agua.

## Demografía
Según el censo de 2010, había 614 personas residiendo en Robinson. La densidad de población era de 231,74 hab./km². De los 614 habitantes, Robinson estaba compuesto por el 98.21% blancos, el 0.65% eran afroamericanos, el 0.16% eran amerindios, el 0.16% eran asiáticos, el 0% eran isleños del Pacífico, el 0% eran de otras razas y el 0.81% pertenecían a dos o más razas. Del total de la población el 1.63% eran hispanos o latinos de cualquier raza.